# Kaiser-Wilhelm-Denkmal (Venusberg)

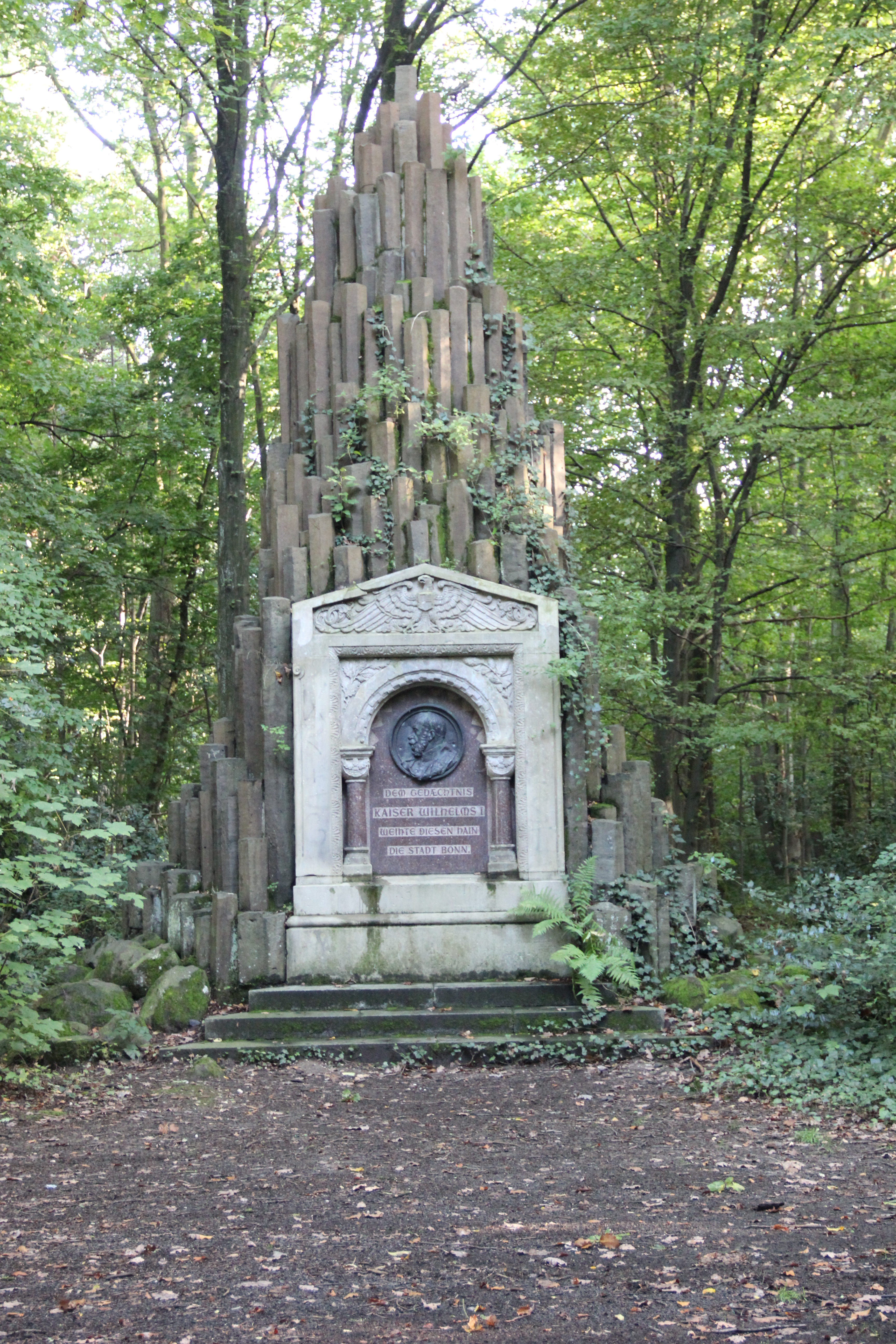
Kaiser-Wilhelm-Denkmal auf dem Venusberg

Das Kaiser-Wilhelm-Denkmal (auch: Gedächtnismal) steht in einem Waldstück im Bonner Ortsteil Venusberg. Das als Baudenkmal geschützte Denkmal ist über den Hauweg und den Rosenburgweg zu erreichen. In Bonn wird das Denkmal wegen seiner ausgefallenen Form auch als „Spargeldenkmal“ bezeichnet.
Neben dem Kaiser-Wilhelm-Denkmal im Zentrum Bonns, den beiden in Massivbauweise errichteten Bismarckstürmen Gronau und auf der Wacholderhöhe sowie dem hölzernen Bismarckturm auf dem Venusberg (1894), der bereits 1912 abgerissen wurde, ist auch das Venusberger Wilhelm-Denkmal Ausdruck eines zeittypischen Patriotismus, der das Deutsche Reich und das preußische Herrscherhaus glorifizierte.

## Geschichte
Ab 1888 entstand auf dem bewaldeten Venusberg ein Park der Stadt Bonn, der heute wieder verwildert und ältester Bestandteil des Bonner Stadtwalds ist. In der früher als Kaiserpark oder auch Kaiser-Wilhelm-Park bezeichneten 49 Hektar großen Anlage wurden Flanierwege, Bänke und Hütten angelegt. Den Abschluss der Arbeiten am Park bildete die Errichtung des Denkmals für Kaiser Wilhelm I. Es sollte 1897 anlässlich des 100. Geburtstages des Kaisers eingeweiht werden.
Der Bonner Stadtbaumeister Rudolf Schultze entwarf das Denkmal als Ausdruck seiner nationalen Einstellung. Die Einweihung erfolgte am 23. März 1897 im Rahmen einer pompösen Feierstunde. Der Bonner Oberbürgermeister Wilhelm Spiritus nahm in seiner Ansprache Bezug auf die Inschrift („DEM GEDÆCHTNIS KAISER WILHELMS I WEIHTE DIESEN HAIN DIE STADT BONN“) des Steines:

„Treten Sie ein in diesen Hain, so sehen Sie zu Ihren Füßen den Strom, den Kaiser Wilhelm gegen fränkischen Übermut schützte, den deutschen Rhein, der durch Kaiser Wilhelm auf ewig dem Deutschen Reich verbunden ist …“

Die Ausführung der Gedenkstätte lag bei dem Kölner Bildhauer Johann Degen. Das als Natur-Denkmal gestaltete Objekt ist im neuromanischen Stil in Sandstein und Granit gefertigt. Es enthält ein Ornamentbildnis des Monarchen aus Bronze und entspricht in seiner Gestaltung dem damaligen Zeitgeschmack. Eine Besonderheit sind die unterschiedlich hohen Basaltstein-Säulen, die hinter dem Gedenkstein als zusammengesetzte Pyramide aufragen. Deren Länge beträgt bis zu 8 Meter.